# Varmaland
Varmaland (isl. Ciepło Ziemi) – wieś w Islandii, ok. 100 km na północ od Reykjavíku. Znany jako ośrodek lokalnej turystyki oraz ekologicznej produkcji warzyw, roślin i kwiatów. Są one uprawiane w szklarniach, które korzystają z pobliskich źródeł termalnych i gejzerów. Energię geotermalną wykorzystuje się też jako źródło energii elektrycznej. We wsi występuje zjawisko dnia i nocy polarnej.
Przez wiele lat w Varmaland znajdowało się liceum dla kobiet oraz szkoła nauki gotowania. Trzy największe gejzery w miejscowości to: Veggjalaug, Minnihver i Kvennaskólahver. Służą do ocieplania lokalnego basenu, centrum kultury, szkoły oraz lokalnych szklarni.